# Chrysophyllum perrieri
Chrysophyllum perrieri är en tvåhjärtbladig växtart som först beskrevs av Paul Lecomte, och fick sitt nu gällande namn av George Edward Schatz och Laurent Gautier. Chrysophyllum perrieri ingår i släktet Chrysophyllum och familjen Sapotaceae.
Artens utbredningsområde är Madagaskar. Inga underarter finns listade i Catalogue of Life.